# Pèlerinage de Rome
Le pèlerinage de Rome est, avec ceux de Terre sainte (Jérusalem en particulier) et de Compostelle, l'un des trois principaux pèlerinages catholiques. Rome, siège des successeurs de l'apôtre Pierre, fut et demeure un pèlerinage majeur. Jérusalem, où mourut Jésus, est également une destination éminente, et est en outre une ville sainte pour les trois grandes religions abrahamiques : juive, chrétienne et musulmane.
Aujourd'hui, le Vatican est le premier lieu de pèlerinage catholique en fréquentation, avant le Sanctuaire Notre-Dame-de-Guadalupe de Mexico, la basilique Notre-Dame d'Aparecida au Brésil et, en quatrième position, la grotte de Lourdes.

## LaVia Francigena

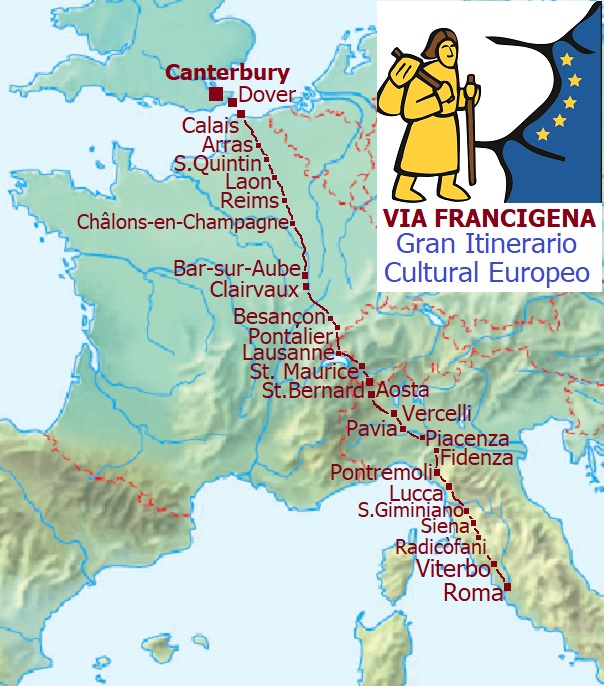
L'itinéraire de Sigéric_de_Cantorbéry

La principale voie de pèlerinage vers Rome, attestée depuis 990 par le parcours de Sigéric, est la via Francigena.
Au Moyen Âge, le pèlerinage à Rome a une dimension pénitentielle importante (comme l'attestent les archives de pénitencerie) avant de devenir l'objet de jubilés en 1300.
Les pèlerins de Rome étaient désignés sous le nom de « Romieux ». Le concile de Chalon (-sur-Saône) de 813 lui confère la même importance que le pèlerinage de Tours.
Ces pèlerinages sont concurrencés par celui de Saint-Jacques-de-Compostelle à partir du Xe siècle.
En 1492 le pape Alexandre VI déclare officiellement que les trois principaux pèlerinage de la chrétienté sont ceux de Jérusalem, Rome et Saint-Jacques-de-Compostelle.
Au XVIe, XVIIe et XVIIIe siècles, le pèlerinage à Rome est associé par les chrétiens d’Europe au pèlerinage à Lorette dont la fréquentation est alors en plein essor.

## Un parcours historique de Scandinavie

L'itinéraire de Nikulás de Munkathvera

Un autre parcours conduisant vers Rome et la Terre Sainte, le Leiðarvísir a été documenté vers 1155 par le moine Nikulás de Munkaþverá. Parti d'Islande, il a rejoint Jérusalem en passant par la Norvège, le Danemark, l'Allemagne et la Suisse, où il rejoint l'itinéraire de Sigéric à Vevey en Suisse.

## Le Jubilé
Le premier jubilé formellement organisé par la papauté est celui décrété en 1300 par le pape Boniface VIII, invitant les chrétiens à se rendre à Rome pour bénéficier de l'indulgence plénière accordée auparavant aux Croisés. La perte du royaume de Jérusalem rendant difficile le pèlerinage à Jérusalem, celui de Rome se développe rapidement : la ville devient cosmopolite, nécessite des guides pour se repérer, les Mirabilia Urbis Romae.
Le pèlerinage de Rome se fait ad limina Apostolorum, c'est-à-dire jusqu'au seuil de la tombe des Apôtres Pierre et Paul. Il inclut quatre basiliques majeures qui sont, par ordre de préséance :
- La basilique Saint-Jean de Latran, cathédrale de Rome et du monde,
- La basilique Saint-Pierre, au Vatican, tombeau de saint Pierre,
- La basilique Saint-Paul-hors-les-murs, sur la voie Ostienne, tombeau de saint Paul,
- La basilique Sainte-Marie-Majeure, avec la relique de la Crèche.

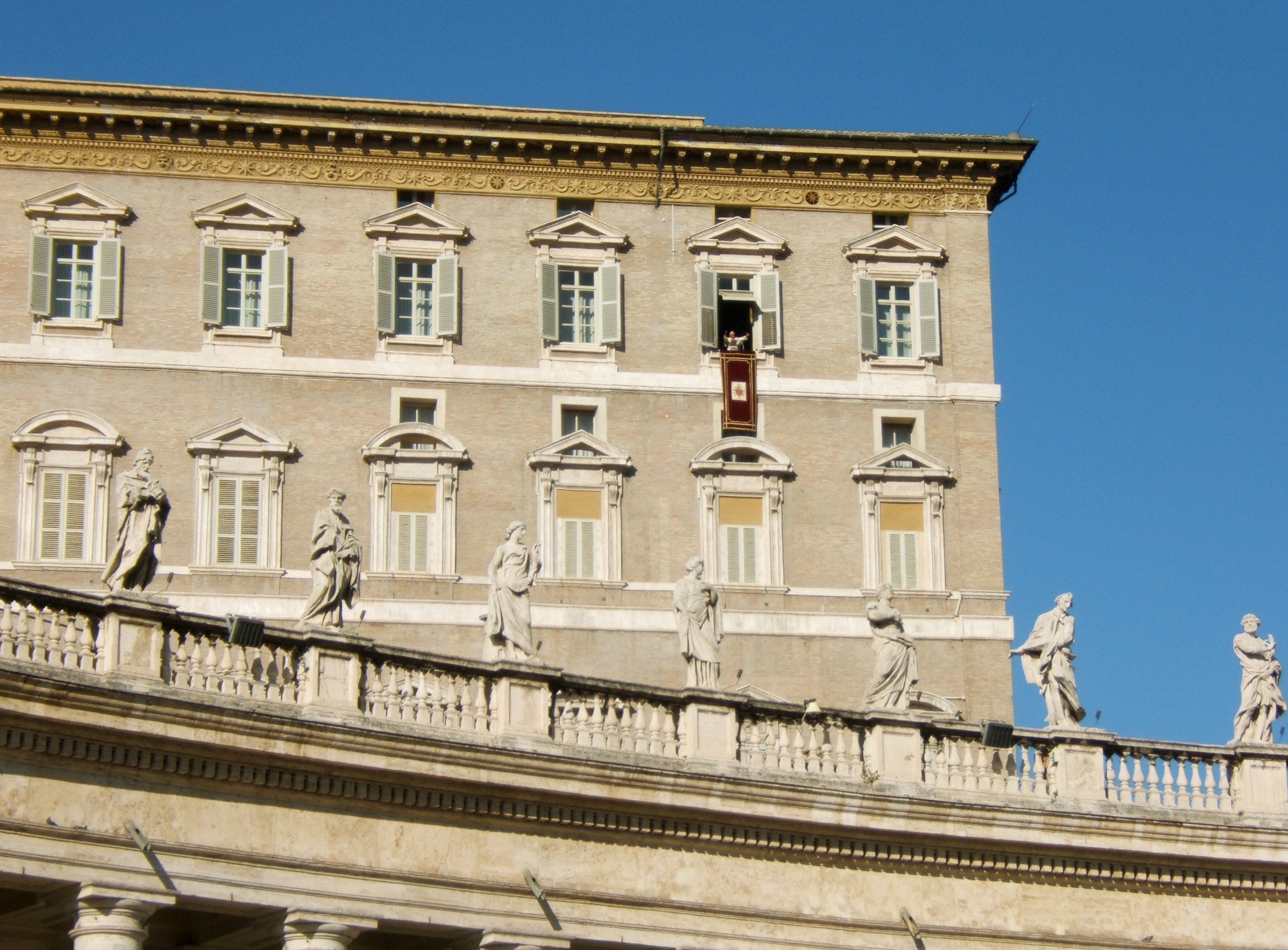
Bénédiction apostolique au Vatican par le pape Benoît XVI depuis une fenêtre du Palais apostolique (ou Palais Sixte-V) qui surplombe la place Saint-Pierre.

À ces quatre basiliques majeures s'ajoutent une multitude de basiliques mineures, ainsi que les catacombes. Le pèlerinage romain inclut aussi souvent la réception de la bénédiction apostolique, par le pape (lors de l'audience publique hebdomadaire, lors de l'angélus dominical, ou dans d'autres circonstances, telles que grandes messes ou audiences privées).
Le Tour des sept églises, institué par saint Philippe Néri, comprend les quatre basiliques majeures et trois basiliques mineures importantes :
- La basilique Sainte-Croix-de-Jérusalem, qui garde les reliques de la Passion,
- La basilique Saint-Laurent-hors-les-murs, tombe de saints Étienne et Laurent,
- La basilique Saint-Sébastien-hors-les-Murs, sur la voie Appienne, au-dessus des catacombes.